# Howe (Teksas)
Howe je gradić u američkoj saveznoj državi Teksas. Prema popisu stanovništva iz 2010. u njemu je živjelo 2.600 stanovnika.